# Демир, Юсуф
Юсу́ф Деми́р (нем. Yusuf Demir; родился 2 июня 2003) — австрийский футболист, атакующий полузащитник турецкого клуба «Галатасарай» и сборной Австрии.

## Клубная карьера
Уроженец Вены, с 2010 по 2013 год Юсуф играл в футбольной академии местного клуба «Фёрст». В 2013 году перешёл в академию венского «Рапида». 26 мая 2019 года Демир подписал с «Рапидом» свой первый профессиональный контракт.
14 декабря 2019 года Демир дебютировал за «Рапид» в матче австрийской Бундеслиги против «Адмира Ваккер Мёдлинг». Он стал самым молодым игроком венского «Рапида» в австрийской Бундеслиге: на момент дебюта ему было 16 лет, 6 месяцев и 12 дней. 19 сентября 2020 года забил свой первый гол за «Рапид» в матче против клуба «Штурм».
9 июля 2021 года стало известно, что Юсуф проведёт сезон 2021/22 в клубе «Барселона B» (резервной команде клуба «Барселона») на правах аренды. За аренду испанский клуб заплатит 500 тысяч евро, а также сможет выкупить игрока по окончании аренды за 10 млн евро.
13 января 2022 года договор аренды был расторгнут, и Демир вернулся в Австрию.
8 сентября 2022 года подписал четырёхлетний контракт с турецким клубом «Галатасарай». Сумма трансфера игрока составила 6 млн евро.

## Карьера в сборной
Юсуф родился в Австрии в семье выходцев из Турции. Выступал за юношеские и молодёжные сборные Австрии, также получал приглашение о выступлении за национальные сборные Турции.
19 марта 2021 года был вызван в первую сборную Австрии главным тренером Франко Фодой для участия в матчах отборочного турнира к чемпионату мира 2022 года против сборных Шотландии, Фарерских островов и Дании. 28 марта 2021 года дебютировал в сборной Австрии в возрасте 17 лет в домашнем матче второго тура отборочного турнира чемпионата мира 2022 против сборной Фарерских островов (3:1), выйдя на замену на 85-й минуте вместо Луиса Шауба.

## Достижения
«Галатасарай»
- Чемпион Турции (2): 2022/23, 2024/25
- Обладатель Кубка Турции: 2024/25